# 飛騨春慶
飛騨春慶（ひだしゅんけい）は、岐阜県の高山市・飛騨市等で製造される春慶塗の漆器。
1975年（昭和50年）2月17日、経済産業省の伝統的工芸品に指定されている。

## 特色
天然木の美しい木目を活かした木地を作る木地師（きじし）と、その木地の持ち味を活かして漆を塗る塗師（ぬし）の、二者の工匠の技が結びついた共同芸術である。
板を平面から立体的に仕上げる「曲物」細工の技法、木目の美しさを活かした「透漆（すきうるし）」塗りの技法に優れている。
黄色または紅色の下地に透明度の高い「春慶漆」を塗り上げることで、光沢のある飴色に仕上がる。塗師により春慶漆の調合が異なるため、それぞれに個性が表れ、色が経年変化することも特徴。飛騨においては黄色の「黄春慶」が製作の中心で、「紅春慶」は注文のみ。
主要製品には、板物（盆など）、曲物（菓子器、重箱など）、挽物（茶托など）がある。

## 製造工程
飛騨春慶は、塗りだけではなく木地作りの技術も重要で、木地師と塗師がそれぞれ受け継いできた伝統的な技法を駆使し、二人三脚によって製作される。

### 木地作り
材料の木は、挽物にはトチ、指物や曲物にはヒノキ、サワラと、同等の材質を持つものを使用する。それらの材料を活かした木地作りには、以下のものがある。
- 「割目」－木目にそって割った木をそのまま木地に生かす
- 「枇目」－人工的に木目の柔らかい部分をはがして造る
- 「鉋目」－鉋で線模様を掘る

### 塗り
木地が出来上がると、塗師による塗りの工程に入る。
- 木地に磨きをかける[9][11]。
- 「木地固め」－色よく、むらなく塗るために、目止めとして木肌よりとった汁またはタートラージンによる着色と、豆汁（大豆をつぶした汁）またはカゼインを塗り重ね、乾燥した木地が余分な水分を吸わないようにする[7][9]。水拭きを行う[9]。
- 「着色」－黄色のオーラミン顔料または紅色のローダミン顔料を染料として用いる[14]。
- 「摺漆（すりうるし）」－生漆に荏油を加えた、透明な「透漆」を薄く塗っていく[7]。塗る回数により、荏油と漆の配合は変えている[14]。乾燥させ、木地の表面に残った荏油を拭き取る[14]。
- 「研ぎ」－「トクサ」に水をつけ、表面を磨く[14]。
- 「上塗」－塗師それぞれの調合で作られる、最も透明度の高い透漆「春慶漆」を刷毛で塗って仕上げる[7][14]。
- 乾燥させる。

## 歴史

### 古代
飛騨は、古くは8世紀の飛鳥時代から、豊かな森林資源を利用して木工技術が発達した地であり、「飛騨の匠」と呼ばれる優れた技術をもつ職人を数多く輩出していた。『大宝律令』にも、「飛騨国のみ課税を免じ、かわりに匠工10人を朝廷へ奉仕させる」と書かれており、一年交代で上京していた。さらに、平安初期の『延喜式』には、匠工は1,000人に増加して書かれている。古代から文化の中心地を行き来していた「飛騨の匠」の文化の素地があったからこそ、飛騨春慶の技術が生み出されたといえる。

### 近世
江戸時代初期（17世紀初頭）、大工棟梁である高橋喜左衛門が、偶然打ち割ったサワラの枇目の美しさに打たれて、その美しい木目を活かした盆を製作し、飛騨高山藩第2代藩主金森可重の子である金森重近に献上、その木目を気に入った重近が、御用塗師の成田三右衛門に透漆で仕上げさせたことが発祥とされる。名前の由来は、陶工・加藤景正の名陶「飛春慶（ひしゅんけい）」の茶壷の黄釉と似ていたことから、金森可重により「春慶」と名づけられたとする説、重近に献上した季節が春だったことにちなんだという説など、諸説あるが、立証されていない。
茶道に造詣が深い金森氏が、代々、都の茶人や将軍家に春慶塗の茶道具を献上したため発展したが、あくまで貴族のための工芸としてであった。1692年（元禄5年）、金森氏が出羽国上山藩(現山形県上山市)へ移され飛騨国が幕府領となると、飛騨国以外にも広まり、幕末には問屋が出現し、飛騨春慶は庶民の工芸となっていった。

### 近現代
明治期には、職人の数が急速に増え、JR高山線が開通した大正・昭和期は、戦中を除いて土産物としての確固たる地位を得て、「春慶と言えば飛騨春慶」と言われるまで生産が盛んになった。
1970年代（昭和50年代）に国鉄の観光キャンペーン「ディスカバー・ジャパン」が始まると、全国的に注目された飛騨高山は連日賑わいを見せ、1973年（昭和48年）には、木材加工所経営者・長瀬清の飛騨春慶コレクションを展示する私設資料館「飛騨高山春慶会館」が開館した。1975年（昭和50年）2月17日には、経済産業省の伝統的工芸品に指定されている。
しかし、平成期に入り売り上げが低迷し、職人の数も減少し続けている。41年間、飛騨高山の観光名所として飛騨春慶の普及に寄与した飛騨高山春慶会館も、後継者不在と客足の伸び悩みを理由に2014年（平成26年）7月末に閉館した。
2013年（平成25年）に開催された「飛騨高山文化芸術祭」の一環で、イタリア・クレモナの弦楽器職人リカルド・ベルゴンツィが作成した計4丁のバイオリン、ビオラ、チェロについて、飛騨春慶作家の熊崎信行の工房にて飛騨春慶塗りの技法で漆を塗り仕上げるという、国を超えた職人同士の共同制作が実現。これらの4丁の楽器を用いた弦楽四重奏のコンサートは、後に東京でも行われた。
2016年（平成28年）4月に文化庁により高山市が申請した「飛騨匠の技・こころー木とともに、今に引き継ぐ1300年ー」が日本遺産として認定され、飛騨春慶も認定を受けたストーリーを構成する19の要素の一つとして含まれている。同年に22年ぶりに後継者として初の女性職人が誕生。40年ぶりに新弟子が誕生、千葉県出身の女性だった。